# Eleições diretas do Partido Social Democrata (Portugal) de 2012
As eleições diretas do Partido Social Democrata em 2012 ocorreram em Portugal e serviram para determinar quem seria o Presidente do Partido Social Democrata no mandato 2012-2014. O primeiro ministro incumbente, Pedro Passos Coelho, conseguiu a reeleição para um segundo mandato à frente do PSD.
Pedro Passos Coelho havia então ganho as eleições legislativas de 2011 contra o PS de José Sócrates, liderando um Governo PSD-CDS, em conjunto com Paulo Portas.
Passos Coelho teve apenas um oponente, Nuno Miguel Henriques, que saiu da corrida por não ter formalizado a sua candidatura a tempo. Passos Coelho acabou assim por ser reeleito sem concorrentes.